# Российский общественный институт избирательного права
Общероссийская общественная организация «Российский общественный институт избирательного права» (сокр. РОИИП) зарегистрирована Министерством юстиции России 15 июля 1999 года.
Учредителями организации выступили российские специалисты — правоведы, объединившие усилия по содействию развитию демократии, верховенства закона и защите прав человека.
За 10 лет специалисты РОИИП реализовали проекты по защите избирательных прав в 59 субъектах РФ и 25 государствах мира.
Постоянно действующий орган — Совет РОИИП, состоящий из пяти членов, действующих на общественных началах.
Председатель Совета РОИИП — Игорь Борисов, бывший член ЦИК России, кандидат юридических наук.
Исполнительный директор РОИИП — Александр Игнатов, кандидат юридических наук.
Основные направления деятельности РОИИП:
1. Правовая помощь участникам избирательного процесса
2. Судебная защита
3. Научно-исследовательская работа[8]
4. Информационная деятельность[9]
5. Издательская деятельность[10]
6. Повышение правовой культуры участников избирательного процесса[11]
7. Наблюдение за выборами[12]